# Afers
Afers, amb el subtítol Afers: fulls de recerca i pensament és una revista d'història de caràcter diacrònic i interdisciplinari, nascuda al País Valencià el 1985, i amb seu a Catarroja, que busca abastar la recerca al voltant dels Països Catalans.
La revista Afers, de caràcter quadrimestral, dona a conèixer les investigacions nacionals o estrangeres sobre els territoris catalans i ofereix treballs de reflexió d'interès per als historiadors. Es tracta d'una revista d'iniciativa privada, amb independència intel·lectual, que respecta la pluralitat de posicions i defensa el català com a vehicle de transmissió cultural. Pretén abastar la història dels Països Catalans i facilitar l'anàlisi de la seva evolució en conjunt. Nascuda fora de la universitat, rebé l'impuls del grup d'universitaris que promogueren el I Simposi d'Història de l'Horta-Albufera (1984), sota la direcció de l'historiador Sebastià Garcia Martínez. La revista inicialment volia aplegar la recerca centrada a la comarca de l'Horta Sud. La iniciativa col·lectiva d'Afers s'inscriu en un moment febril d'activitats culturals i d'optimisme polític del País Valencià. El consell de redacció del primer número aplegà persones compromeses en el projecte des del primer dia, com Cristòfor Aguado Medina, Joan Iborra Gastaldo, Antoni López Quiles, Vicent Olmos i Tamarit, Pau Pérez García i Josep Sargués Guillem. A partir del núm. 2, amb l'èxit del projecte, es veié la necessitat de superar els límits comarcals previstos inicialment. Fou aleshores que el consell de redacció fixà la seva filosofia definitiva. A partir del núm. 3 (1986), i ja amb una adreça de redacció a Catalunya, començà a oferir monogràfics. Malgrat la mort inesperada de Sebastià Garcia Martínez, la revista tancà el número 4 amb el compromís de continuïtat. Aleshores, es feu un reajustament del consell de redacció, el qual, sota la direcció de Manuel Ardit i Lucas, historiador sortit de la Universitat de València dels anys d'exercici docent de Joan Reglà i Campistol i Miquel Tarradell i Mateu, integrà professorat universitari de Catalunya, i aplegà i formalitzà un consell assessor compost per historiadors, geògrafs i persones relacionades amb el món universitari o de la cultura del conjunt dels Països Catalans o de l'estranger. El 1994 la revista passà a tenir adreça editorial també a les Illes Balears i el consell de redacció s'adaptà a la nova ampliació. Des del núm. 8 (1988-89) l'historiador valencià Vicent S. Olmos i Tamarit, lligat a la publicació de l'inici, assumí es convertí en el cap de redacció d'Afers. La revista alterna números miscel·lanis amb altres de monogràfics constituïts per dossiers d'història o dossiers de pensament d'actualitat. La seva investigació centrada en els Països Catalans, també aplega sovint dossiers de caràcter europeu historiogràfics i de pensament.